# Sarıqaya
Sarıqaya är en ort i Azerbajdzjan.   Den ligger i distriktet Zərdab Rayonu, i den centrala delen av landet, 200 km väster om huvudstaden Baku. Antalet invånare är 677.
Terrängen runt Sarıqaya är mycket platt. Närmaste större samhälle är Agdzhabedy, 16,4 km söder om Sarıqaya.
Trakten runt Sarıqaya består till största delen av jordbruksmark. Runt Sarıqaya är det ganska tätbefolkat, med 62 invånare per kvadratkilometer.